# ティトゥス帝によるエルサレムの神殿の破壊
『ティトゥス帝によるエルサレムの神殿の破壊』（ティトゥスていによるエルサレムのしんでんのはかい、独: Zerstörung des Tempels in Jerusalem durch Titus、英: Destruction of the temple in Jerusalem by Titus）は、17世紀フランスの巨匠ニコラ・プッサンが1635年にキャンバス上に油彩で制作した絵画である。フランチェスコ・バルベリーニ枢機卿 (1597-1679年)のために描かれ、後に枢機卿からフェルディナント3世への贈り物としてローマにいた神聖ローマ皇帝大使エッゲンベルク公に渡された。現在、オーストリアにある唯一のプッサンの作品で、ウィーンの美術史美術館に所蔵されている。

## 作品
本作は帝政ローマ期の政治家・著述家フラウィウス・ヨセフスの『ユダヤ戦記』を典拠としており、ティトゥス帝によるエルサレム占領を描いている。この絵画が描かれた17世紀においては、ティトゥス帝の軍隊によるエルサレムの占領は、イエス・キリストを十字架にかけたユダヤ人に対する神の怒りの表現であるという解釈がなされていた。
画面右側の白馬に載っているのがエルサレムに攻め込んだティトゥス帝である。右隅ではローマの兵士がエルサレム落城に声を上げている。前景左側には、ユダヤの民を捕えて斬首しようとしている兵士がいる。地上には死体と生首が散乱している。背景をなす神殿内からは、兵士がシャンデリアや黄金の家具などを奪って運び出しており、神殿と街にはすでに火が放たれている。
この絵画は、ローマにあるティトゥスの凱旋門のレリーフを参考にして制作された。後景は建築で堅固にまとめ、前景は主要人物を三角形で重ねながら構成している。後景と前景の間には、騒乱のディテールが描きこまれている。混沌とした情景でありながら、画面は整然かつ明快な構造を持ち、人物と事物は適正な位置を占めている。本作は、プッサンが空間に精確に人物を配置する方向へと転換していることを証言する。一方で、切られた首をあえて画面に挿入する手法は、「醜と戦慄」も「美」の中に迎え入れるバロックの好みといえるであろう。
本作はフェルディナント3世に贈られたものであるが、バルベリーニ枢機卿らはネルトリンゲンの戦いにおけるフェルディナント3世の勝利を賞賛したかったのかもしれない。あるいは、神聖ローマ皇帝の軍隊による1627年のマントヴァ攻略を想起したかったのであろうか。